# Ao Rong
Ao Rong (chiń. 敖栄) – chiński zapaśnik w stylu klasycznym. Srebro na igrzyskach azjatyckich w 1986 roku.